# ローズメリーホテル空室有り
『ローズメリーホテル空室有り』（ローズメリーホテルあきしつあり）は、西炯子による日本の漫画作品。『プチフラワー』（小学館）にて連載されていた。

## 連載情報
- Fromロサンゼルス（『プチフラワー』1994年9月号）
- 大和撫子強襲（『プチフラワー』1994年11月号）
- 風の中の少女（『プチフラワー』1995年1月号・3月号・5月号）
- 降ってわいた少女（『プチフラワー』1995年7月号・9月号・11月号・1996年1月号）
- お年玉（『プチフラワー』1996年3月号）
- KissしてBaby（『プチフラワー』1996年5月号・7月号・9月号）
- See you（『プチフラワー』1996年11月号・1997年1月号・3月号・5月号）

## あらすじ
山田すくむは日本人だが、父親が海外転勤族のため、日本で暮らしたことがなかった。父がロサンゼルス支社長に収まったことで、一家はようやくアメリカに腰を据えたが、すくむは進級試験に落第し留年、失意のすくむに両親は、1年間休学して日本へ行ってはどうかと提案する。かくして、東京で叔父のらいとが持っているという木造洋風建築のおしゃれなアパート「ローズメリーホテル」を目指して旅立ったすくむだったが、空港に来るはずの迎えがおらず、道に迷い、財布をすられた挙句、「ローズメリーホテル」は名前にそぐわないおんぼろアパートだった。

## 登場人物
山田 すくむ
両親は日本人だが、生まれてから中国、ロシア、イラク、フランス、タイと移り住み、日本に住んだことがない。
祖父・まいとは都内に土地やビルを数多く所有する資産家。叔父・らいとは小鳩の父。もう一人の叔父・かいとは無一文で世界を放浪する自由人で、すくむの憧れの人物。
白鬼 薫（しらき かおる）
ローズメリーホテルの管理人。探偵業を営む。
山田 小鳩（こばと）
すくむの従妹、らいとの娘。16歳。2歳の時に、薫が戯れに言った「美人になるから16歳になったらお嫁にしてあげる」という言葉を真に受けて、ローズメリーホテルに押しかけてくる。
森永 星佳（もりなが せいか）
ローズメリーホテルの住人。現職の警察官だが、薫の同僚でもある。
星野原 ひとみ（ほしのはら ひとみ）
ノーベル文学賞候補の呼び声も高い世界的な詩人。可憐な名前にそぐわない、大柄で強面の男。小鳩のしもべ。 料理上手。
陳（ちん）
ローズメリーホテルの住人。中国人。
モハメド
ローズメリーホテルの住人。イラン人。
田中
ローズメリーホテルの住人。東北出身。
藤谷 あおい
すくむが編入した高校の生徒。陸上部。12年前に失踪した兄から手紙が届き、薫に調査を依頼する。
アルカミーラ14世
神聖アルカミーラ皇国皇女。第一皇位継承者。シャンカールと共にローズメリーホテルの屋根を突き破って落ちてきた。目的は夫に相応しい強い男性探し。
シャンカール
アルカミーラ皇女の従者。
野々村
恋人に捨てられ、自分より地味な女性を結婚相手に選んだ仕返しに、赤ん坊をさらってしまう。
井上 熊子
薫の実母。江奈見ルイ子の芸名で活躍する演技派の女優。16歳の時に脚本家との間に薫を妊娠し出産。ローズメリーホテルのオーナー。

## 書誌情報
- 西炯子 『ローズメリーホテル空室有り』 小学館〈プチフラワーコミックス〉、全4巻
  1. 1995年5月発売、ISBN 4-09-172201-6
  2. 1996年3月発売、ISBN 4-09-172202-4
  3. 1997年2月発売、ISBN 4-09-172203-2
  4. 1998年4月発売、ISBN 4-09-172204-0
- 西炯子 『ローズメリーホテル空室有り』 小学館〈小学館文庫〉、全2巻
  1. 2013年1月12日発売、ISBN 978-4-09-191456-9
  2. 2013年2月15日発売、ISBN 978-4-09-191457-6